# Costa Marques
Costa Marques là một đô thị thuộc bang Rondônia, Brasil. Đô thị này có diện tích 12722,17 km², dân số năm 2007 là 13664 người, mật độ 1,07 người/km².